# ملعب صوفي
ملعب صوفي (بالإنجليزية: SoFi Stadium)‏ هو ملعب ومجمع ترفيهي يقع في إنغليووود كاليفورنيا، تم افتتاحه في 20 سبتمبر 2020. الملعب يستضيف مبارايات لوس أنجيليس رامز وسان دييغو تشارجرز.

## التسمية
في 15 سبتمبر 2019، أُعلن أن شركة الخدمات المالية صوفي ومقرها سان فرانسيسكو حصلت على حقوق تسمية الملعب الجديد بموجب صفقة مدتها 20 عامًا بقيمة تزيد عن 30 مليون دولار سنويًا، وهو رقم قياسي لأي حقوق تسمية للملعب الجديد. أصبحت الشركة شريكًا رسميًا لكل من راكز زي شارجرز، بالإضافة إلى شريك في مكان الأداء والمنطقة الترفيهية المحيطة.